# Paličevje
Paličevje je navpični ali vodoravni element, ki tvori delitev med enotami okna ali zaslona ali se uporablja dekorativno. Pri razdelitvi sosednjih okenskih enot je njihov primarni namen stalna podpora zasteklitvi okna. Njihov sekundarni namen je zagotoviti strukturno podporo za lok ali preklado nad odprtino okna. Vodoravni elementi, ki ločujejo zgornji del vrat od zgornjega okna, so oboje, podboj in horizontalna palica in se imenujejo prečnik.

## Zgodovina
V armenski, saksonski in islamski arhitekturi so se pred 10. stoletjem uporabljali kamnito paličevje. Postali so skupna in modna arhitekturna značilnost po vsej Evropi v romanski arhitekturi, s parnimi okni deljenimi s paličevjem, ki je postavljeno pod en sam lok. Ista strukturna oblika je bila uporabljena za odprte arkade, pa tudi okna in je v galerijah in križnih hodnikih.
V gotski arhitekturi so postala okna večja, zato so uporabljali več palic in odprtin, tako za strukturo kot okras. To še posebej velja za gotske cerkve, v katerih so vitraji vstavljeni v kamen in marmor in ločeni s paličevjem. Okna preprostejše oblike so se še naprej uporabljala v renesansi in različnih neo- slogih. Italijanska okna z eno samo oalico, ki delijo okno na dva enaka elementa, imenujemo bifora ali vzporedna italijanska okna.

## Oblika
Paličevje je lahko narejeno iz katerega koli materiala, vendar sta les in aluminij najpogostejša, čeprav se steklo uporablja tudi med okni. I. M. Pei je v svoji zasnovi letališča JFK Airport Terminal 6 (National Airlines Sundrome), ki je takrat bil brez primere, uporabil vse steklene palice.
Palice so navpični elementi in se pogosto zamenjujejo s prečniki, ki ležijo vodoravno. V amerikanščini se beseda tudi zamenja z muntin (glazing bar - 'zastekljeno paličevje' v angleščini), ki je natančna beseda za zelo majhne trakove lesa ali kovine, ki delijo krilo v manjše steklene "plošče".
Paličevje deluje kot strukturni člen, v večini primerov pa prenese vetrne obremenitve in težo zasteklitve iz zgornje ravni v spodnjo strukturo. Čeprav v primeru obešene fasade, paličevje podpira samo težo prečnika, stekla in nameščenih zračnih odprtin. Tudi v primeru obešene fasade se lahko težo zasteklitve podpre od zgoraj (s tem, da struktura lahko sprejme potrebne obremenitve), zato je paličevje pod napetostjo namesto pritiskom.
Ko je bila sredi devetnajstega stoletja zaželena zelo velika zastekljena površina, na primer  velika okna v gotskih cerkvah ali elizabetinskih palačah, so bile odprtine obvezno razdeljene v okvir paličevja in prečnikov, pogosto iz kamna. Poleg tega je bilo treba vsako zastekljeno ploščo ali okensko krilo nadalje razčleniti s palicami ali svinčevim trakom, ker so bila velika stekla rezervirana predvsem za uporabo kot ogledala.
V tradicionalnih modelih danes se paličevje in prečniki običajno uporabljajo v kombinaciji z delitvijo okna in vrat pri zasteklitvi verande ali drugih velikih območij.